# Aqsis
에이큐시스(Aqsis.org)는 픽사 렌더맨 표준을 준수하는 무료 공개 렌더링 소프트웨어이다. 이전에는 GPL에서 현재는 BSD에서 사용할 수 있다. 주요 프로젝트 매니저는 폴 그레고리(Paul Gregory)이다.
에이큐시스 프로젝트는 렌더러, 셰이더 컴파일러 및 몇 가지 다른 지원 구성 요소로 구성된다. 픽사의 오리지널 렌더맨(PRMan)과 마찬가지로, 레이즈 렌더링 알고리즘은 매우 큰 장면조차도 고속으로 효율적으로 처리할 수 있으며 변위 셰이더를 효과적으로 지원한다. 많은 다른 오픈 소스 프로젝트와 마찬가지로 에이큐시스는 SourceForge에서 호스팅되며 지속적인 개발 단계에 있다.
레이즈의 전통으로 인해 에이큐시스는 레이 트레이싱과 같은 고급 글로벌 일루미네이션 기능이 부족하지만 이러한 기능을 지원하기 위한 적극적인 노력이 진행되고 있다. 현재 안정 버전은 1.8.2이다.
MakeHuman 프로젝트는 에이큐시스를 사용하여 인체의 현실적인 렌더링을 만든다.

## 같이 보기
- 픽사의 렌더맨